# 一夜漬け
一夜漬け（いちやづけ）とは、試験の前日などに勉強量の不足を補うために徹夜で勉強するという勉強法である。特に、単位を落とすことが許されない必修科目に対し行われることが多い。だが、睡眠をとらずに勉強するので、眠くなるためあまり効率のいい勉強法とは言えない。

## 原因
一夜漬けという勉強法を採用するに至るには、いくつかの原因が考えられる。
- 日頃の勉強が足りないため、試験前に必要な学習が済んでいない。
- 試験範囲が異常なまでに膨大なため、通常の学習時間では足りなくなり、試験前日に徹夜をしなければ間に合わない。

## 効果

### デメリット
- 睡眠は頭脳リンクをより強くし、脳内の毒素を洗い流す。テストの前にぐっすり睡眠を取っていないのであれば、せっかく一生懸命に勉強した意味もなくなってしまう[1]。
- 徹夜での作業のため集中力の低下、作業効率の低下、記憶力の低下が起こる[2]。
- 徹夜のため、(特に連続して徹夜すると)体調不良の状態になる[3]。また、試験日が連続した場合、全てを一夜漬けで済ますことは実質的に不可能である。
- 複数の科目全てが中途半端に終わる可能性が高い。
- 普通に勉強した時よりも効率が悪く、良い点数を取ることが難しい。追い込まれた状況の学習では、しっかりした記憶の定着を構築できない[1]。
- 自己効力感が少ない可能性が指摘されている[4]。

### メリット
- 勉強した直後に試験となるため、ヤマが当たるとそれ程悪い点数を取ることがない。[要出典]
- 試験範囲が広くない場合は一夜漬けでも良い点数を取ることができる。[要出典]
- 全教科の範囲をノートに全て書いて覚える形で徹夜すると、範囲が少なくなったような気持ちになり効率よく進む。[要出典]

## 形態

### 単独の場合
単独で一夜漬けを行う場合、一人で集中して取り組むことができるメリットがある。逆にデメリットとしては、分からないことがあった場合自分で解決しなければならないことがある。このことは、近年携帯電話やインターネットの普及により解決されつつある。また、つい睡魔に負けて眠ってしまうことがある。朝まで眠ってしまった場合、一夜漬けは失敗といえる。通常は自宅にて行われる。

### 複数人の場合
複数人で一夜漬けを行う場合のメリットとしては、互いにその学習に対し相談できるというメリットがある。また互いに監視しあうことで、不意の睡眠などを防ぐことが出来る。しかし、一度会話が横道にそれると大幅なタイムロスとなるという危険性がある。メンバーの一人の自宅で行われる場合もあるが、人数が多くなると深夜営業の飲食店（ファミリーレストランなど）で行われる場合がある。

## 一夜漬けにおける仮眠
仮眠を適切に取れた場合は、体力の回復、記憶の定着などの効果が期待される。